# Арія Кармен
L'amour est un oiseau rebelle (укр. Кохання — справжня дика пташка) — арія Карменсіти з опери Жоржа Бізе «Кармен», виконується на мотив абанери (іноді помилково називають хабанера). Лібрето написали Людовік Галеві та Анрі Мельяк за новелою Проспера Меріме «Кармен» (1845). Її виконує головна героїня циганка Карменсіта (Кармен) у першій дії опери. У пісні виконавиця змальовує своє почуття кохання, наголошує на його силі та некерованості.

## Лібрето
| Оригінальний текст L'amour est un oiseau rebelle Que nul ne peut apprivoiser, Et c'est bien en vain qu'on l'appelle, S'il lui convient de refuser. Rien n'y fait, menace ou prière, L'un parle bien, l'autre se tait, Et c'est l'autre que je préfère, Il n'a rien dit, mais il me plaît. L'amour! L'amour est enfant de bohème, Il n'a jamais, jamais connu de loi, Si tu ne m'aimes pas, je t'aime, Si je t'aime, prends garde à toi! Si tu ne m'aimes pas, Si tu ne m'aimes pas, je t'aime! Mais si je t'aime, si je t'aime, Prends garde à toi! L'oiseau que tu croyais surprendre Battit de l'aile et s'envola, L'amour est loin, tu peux l'attendre; Tu ne l'attends plus, il est là! Tout autour de toi, vite, vite, Il vient, s'en va, puis il revient, Tu crois le tenir, il t'évite, Tu crois l'éviter, il te tient! L'amour! L'amour! L'amour est enfant de bohème, Il n'a jamais, jamais connu de loi, Si tu ne m'aimes pas, je t'aime, Si je t'aime, prends garde à toi! Si tu ne m'aimes pas, Si tu ne m'aimes pas, je t'aime! Mais si je t'aime, si je t'aime, Prends garde à toi! | У виконанні Лариси Руденко, 1958 Любов - пташка, що скрізь літає І приручить її дарма Нині тут вона крильми має, а завтра сліду вже нема. Ні погрозою, ні мольбою Любові крил не скинеш ти. Думав, ніби вона з тобою, Та знову щастя не знайти. Любов! Любов на волі розквітає, Всі закони ненависні їй. Мене не любиш - я ж кохаю, Тож бережися, коханий мій. Мене не любиш ти, Так що ж, тебе люблю. Тебе кохаю, Бережись, коханий мій. Думав: ти ось вона попалась Пурхнула пташка, і прощай. Ти забув, а вона примчалась, Неждану радісно стрічай. Близько в'ються пташині крила, Аж серце з радості тремтить Думав: от піймав - полетіла, Тепер попробуй знов зловить. Любов! Любов на волі розквітає, Всі закони ненависні їй. Мене не любиш - я ж кохаю, Тож бережися, коханий мій. Мене не любиш ти, Так що ж, тебе люблю. Тебе кохаю, Бережись, коханий мій. | У перекладі Максима Рильського Любов – це пташка вільна, вільна, Її ніяк вам не спіймать. Вона в’юнка, метка, свавільна, І крилець вам їй не зв’язать. Ні погрозами, ні грізьбою Любові крил не зв’яжеш ти, – Пута скине, й летить стрілою До раз обраної мети. Любов! Любов – дитя жаги палкої, Закони не до серця їй. Від мене ти – я за тобою; Ой, бережись, ти будеш мій! Від мене ти біжиш, так, що ж, Любов моя з тобою. Але даремно, не втечеш, Ти будеш мій! Пташка близько від тебе сіла, Але спорхнула – і знов нема; Засміялась і відлетіла, Проси, благай, – усе дарма. Грає пташка круг тебе, в’ється, То одлетить, то прилетить, То за хмари аж понесеться, То знову з’явиться на мить. Любов! Любов – дитя жаги палкої, Закони не до серця їй. Від мене ти – я за тобою; Ой, бережись, ти будеш мій! Від мене ти біжиш, так що ж, Любов моя - з тобою. О, ні, від мене не втечеш, Ти будеш мій. |